# Roberto Donati
Pour les articles homonymes, voir Donati.
Roberto Donati (né le 15 mars 1983 à Rieti) est un athlète italien, spécialiste du sprint.

## Biographie
C’est le jeune frère de Massimiliano Donati, également sprinteur.
Le 2 août 2009, juste après avoir remporté le titre italien sur 200 mètres, en battant son record personnel, Roberto Donati est sélectionné pour faire partie du relais 4 × 100 mètres italien aux championnats du monde à Berlin. Lors des demi-finales, il assure le départ du relais qui obtient la 1re place avec un temps de 38 s 52 (SB), participant à la qualification de son équipe pour la finale. Le 1er août 2010, lors des Championnats d'Europe d'athlétisme 2010, il contribue comme premier relayeur (avec Simone Collio, Emanuele Di Gregorio, Maurizio Checcucci) au record national et à la médaille d'argent du relais italien, en 38 s 17, juste derrière l'équipe française, améliorant ce faisant de 20/100e un record qui datait du 10 août 1983 à Helsinki (Stefano Tilli, Carlo Simionato, Pierfrancesco Pavoni, Pietro Mennea).

## Performances
Pour l'IAAF le meilleur temps sur 100 mètres de Roberto Donati n'est que de 10 s 40 (vent favorable :+ 1,3) obtenu à Hengelo le 1er juin 2009, mais la FIDAL (la Fédération italienne d'athlétisme) indique les meilleurs temps suivants, tous deux obtenus en 2009 :
- 100 mètres : 10 s 34, le 21 juillet 2009 à Rieti ;
- 200 mètres : 20 s 86 (Milan, le 2 août 2009), champion d'Italie, confirmé en 2010 à Grosseto, avec 20 s 98.

## Palmarès

### Championnats d'Europe d'athlétisme
- Championnats d'Europe d'athlétisme 2010 à Barcelone :
  -  Médaille d'argent du 4 × 100 m

### National
- Champion d'Italie sur 200 mètres en 2009.
- Champion d'Italie sur 200 mètres en 2010.